# HMS Port Napier (M32)
«Порт Нейпір» (M32) (англ. HMS Port Napier (M32) — військовий корабель, допоміжний мінний загороджувач Королівського військово-морського флоту Великої Британії часів Другої світової війни.

## Історія створення
«Порт Нейпір» був закладений 1940 році на верфі компанії Swan Hunter and Wigham Richardson Ltd. у Волсенді. 12 червня 1940 року переданий для експлуатації як допоміжний мінний загороджувач та увійшов до складу Королівських ВМС Великої Британії.

## Історія служби
«Порт Нейпір» закладався як вантажно-пасажирське судно компанії Port Line, але у зв'язку із початком війни був реквізований та переданий Королівському флоту, де судно переробили на допоміжний мінний загороджувач і дали назву HMS «Порт Нейпір» (M32). 22 червня 1940 року корабель включили до складу сил 1-ї ескадри мінних загороджувачів з базуванням на Кайл-оф-Лохалш.
26 листопада 1940 року «Порт Нейпір» був завантажений мінами під час підготовки до операції. Кожна з 550 мін на борту була обладнана своїми детонаторами, готовими до застосування за призначенням. У льохах також перебувало 6000 4-дюймових снарядів, а також 40- та 20-мм боєприпаси. Однак на борту судна в машинному відділенні виникла пожежа, екіпаж залишив корабель, а через ризик вибуху корабель був відбуксований у відкрите море, тоді як жителі Кайла отримали розпорядження евакуюватися, а всі судна полишили порт.
У наслідок вибуху судно розірвало на частини, які швидко затонули на мілководді.